# Rappresentanze diplomatiche in Italia

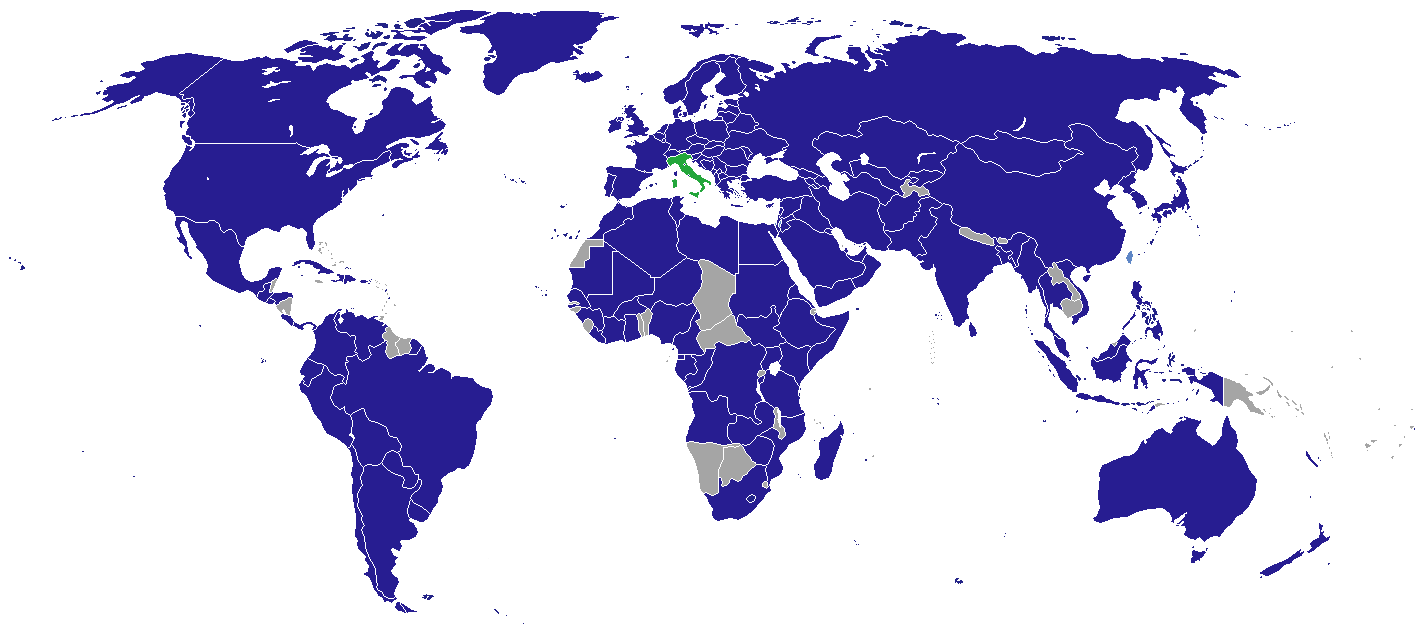
Paesi con rappresentanze diplomatiche in Italia

La rete delle rappresentanze diplomatiche in Italia cura le relazioni internazionali del mondo con la Repubblica Italiana.

## Ambasciate

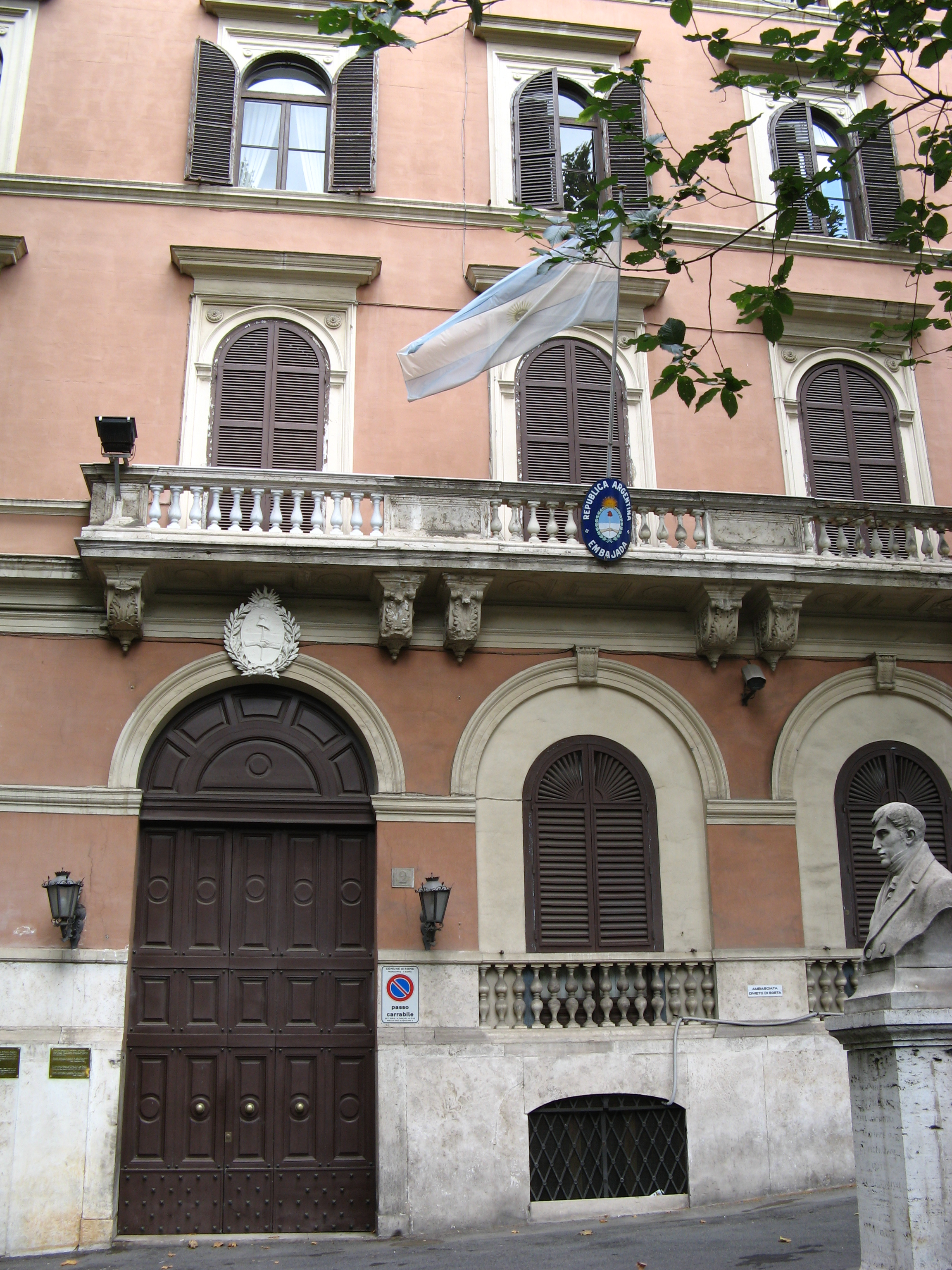
Ambasciata dell'Argentina a Roma

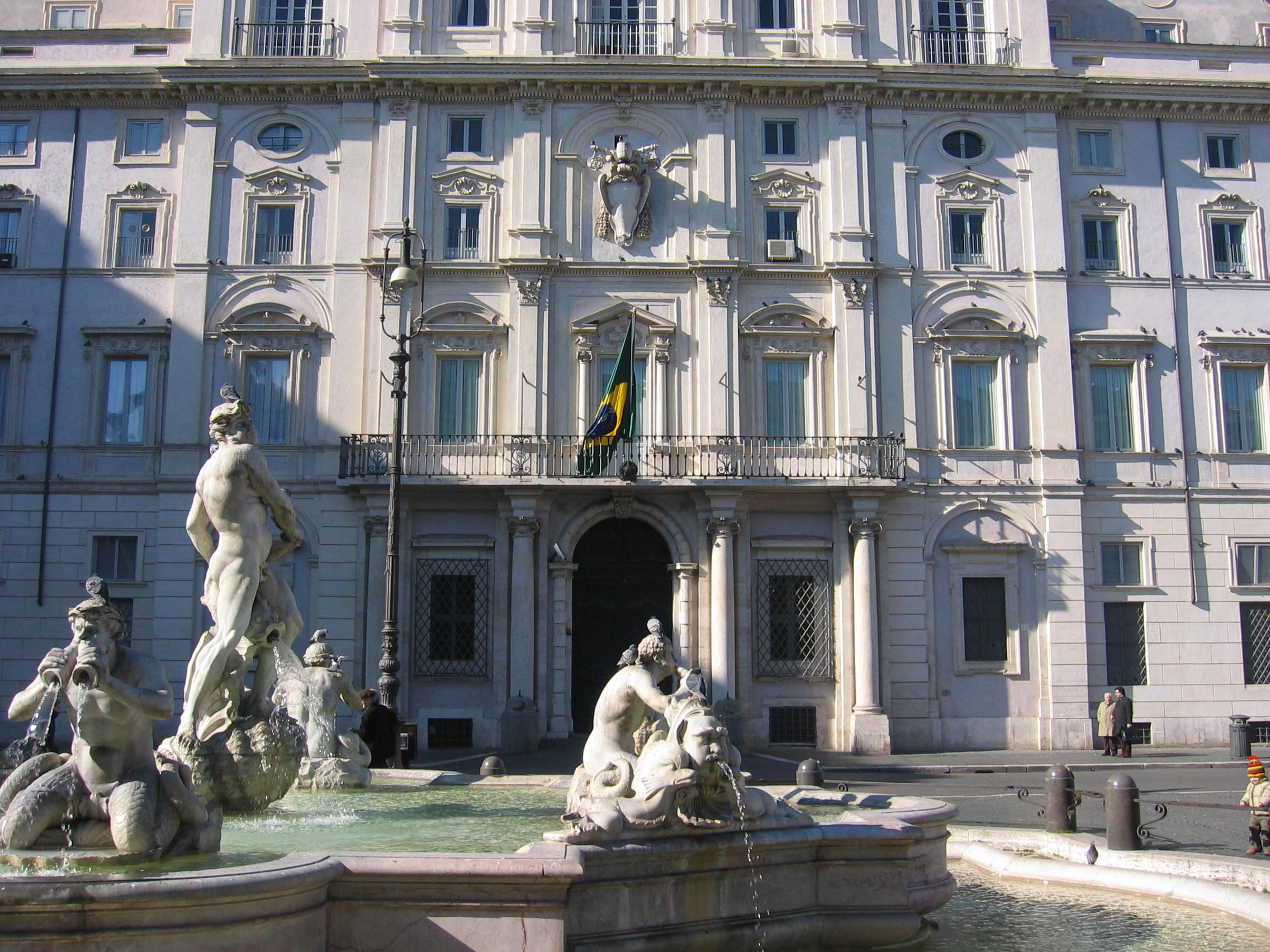
Ambasciata del Brasile a Roma

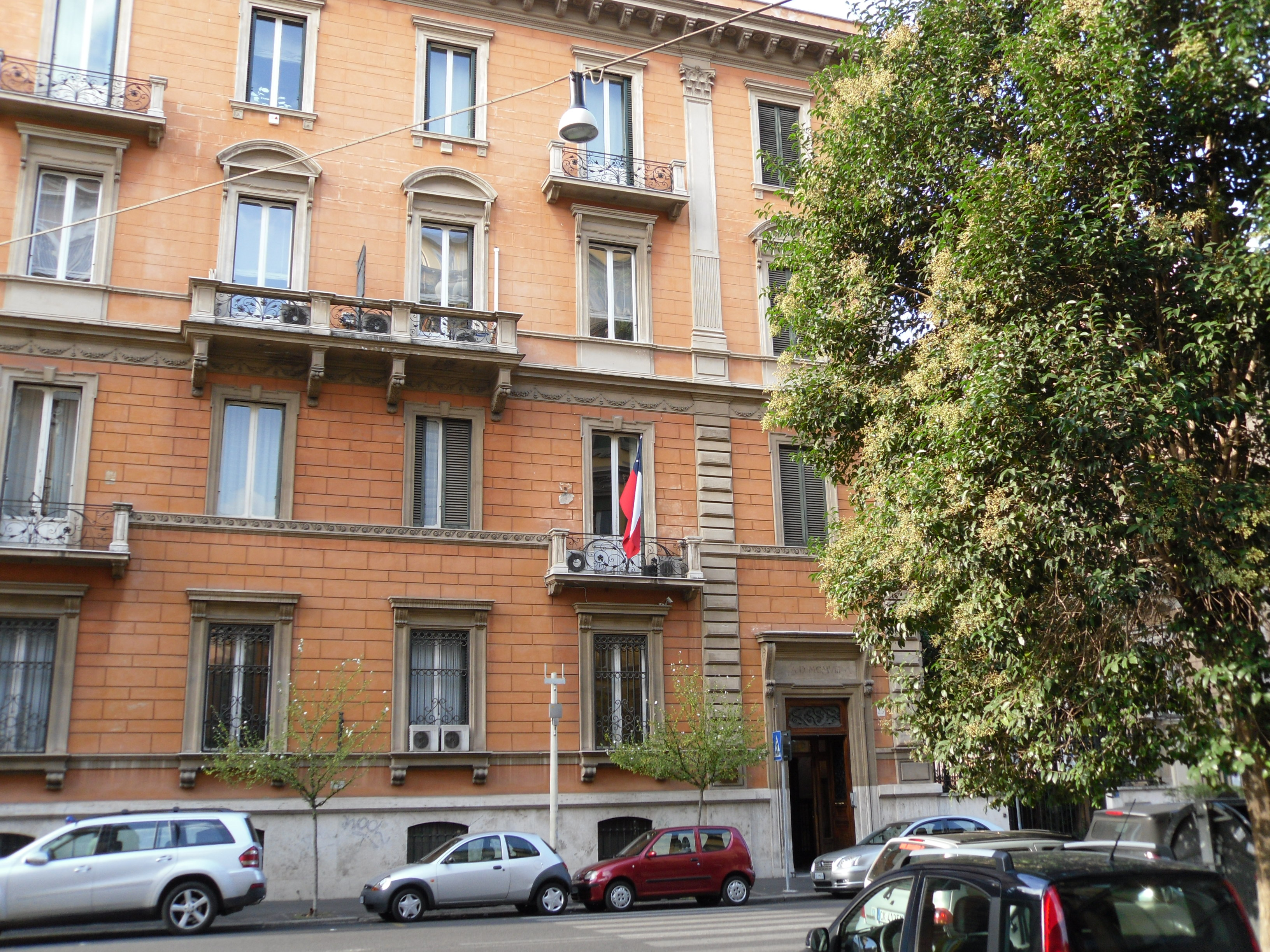
Ambasciata del Cile a Roma

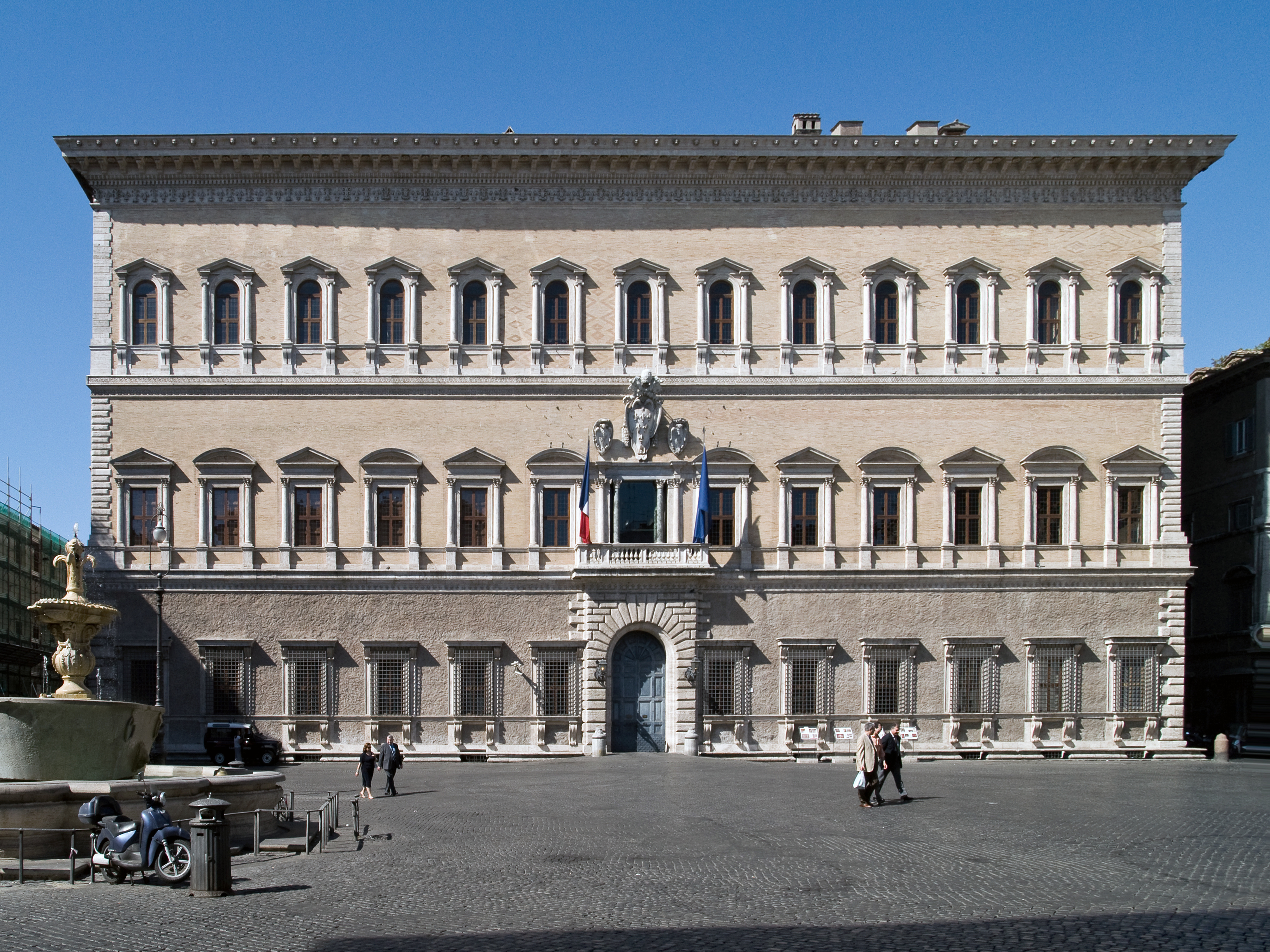
Ambasciata di Francia a Roma

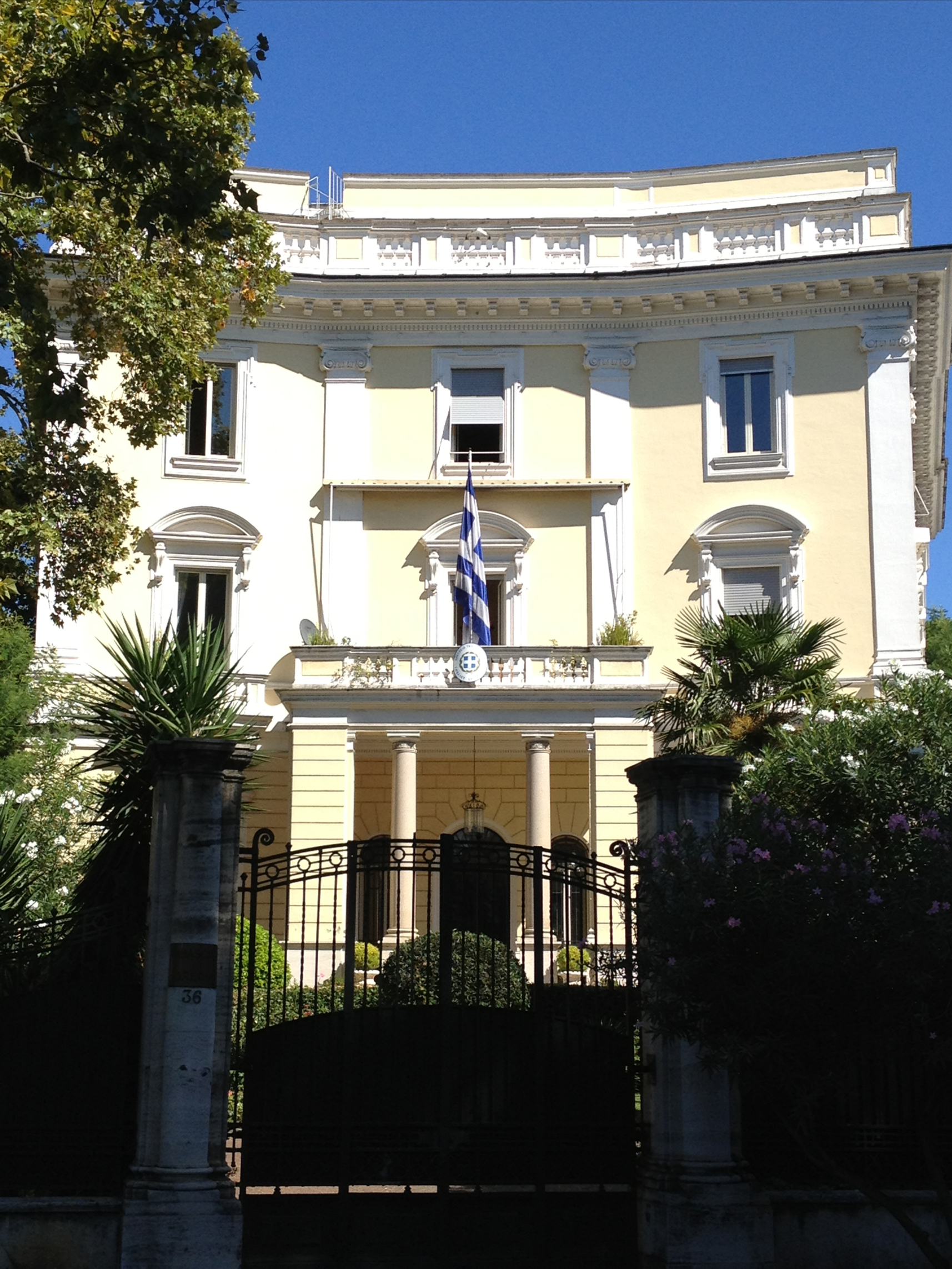
Ambasciata di Grecia a Roma

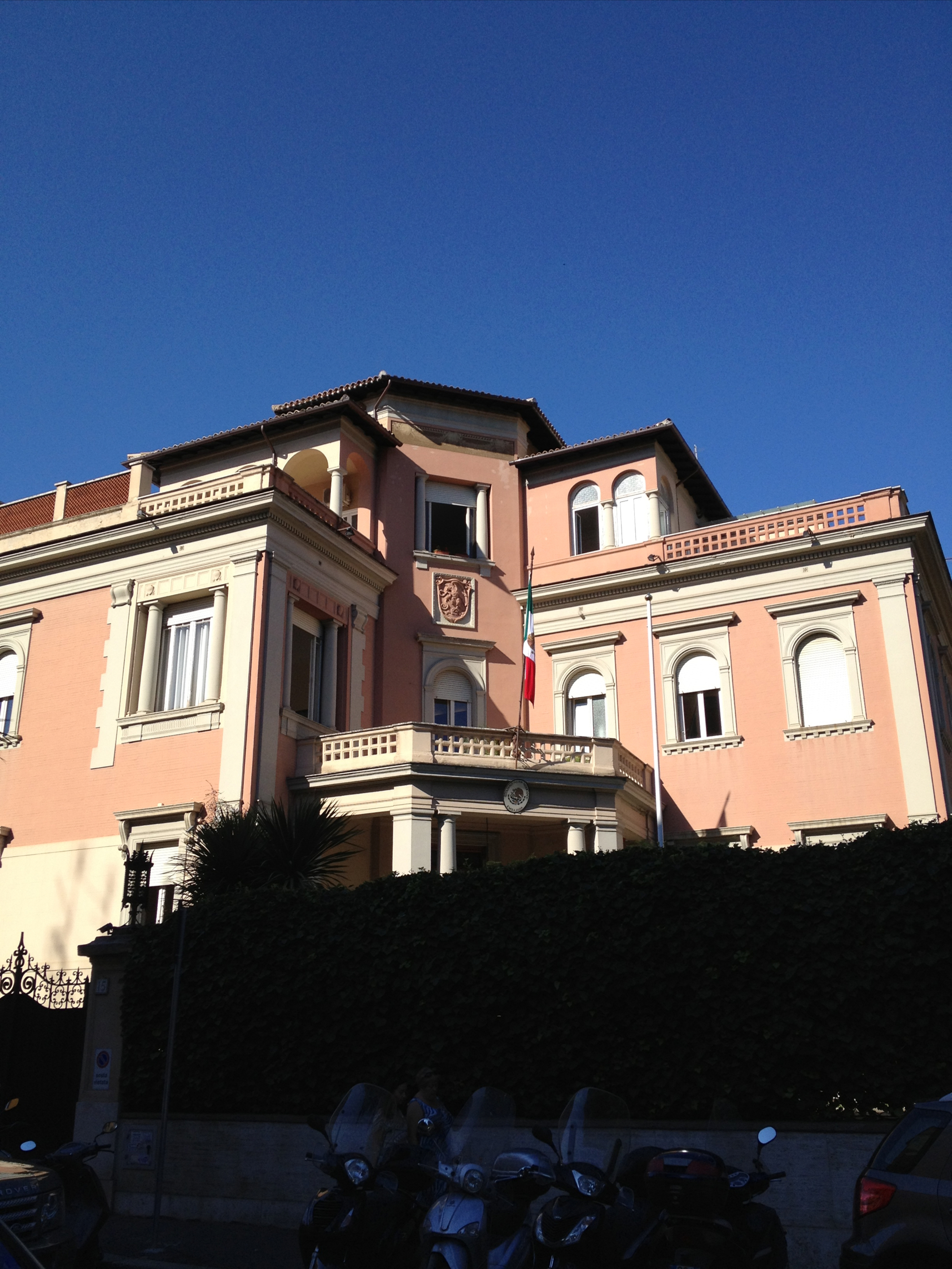
Ambasciata del Messico a Roma

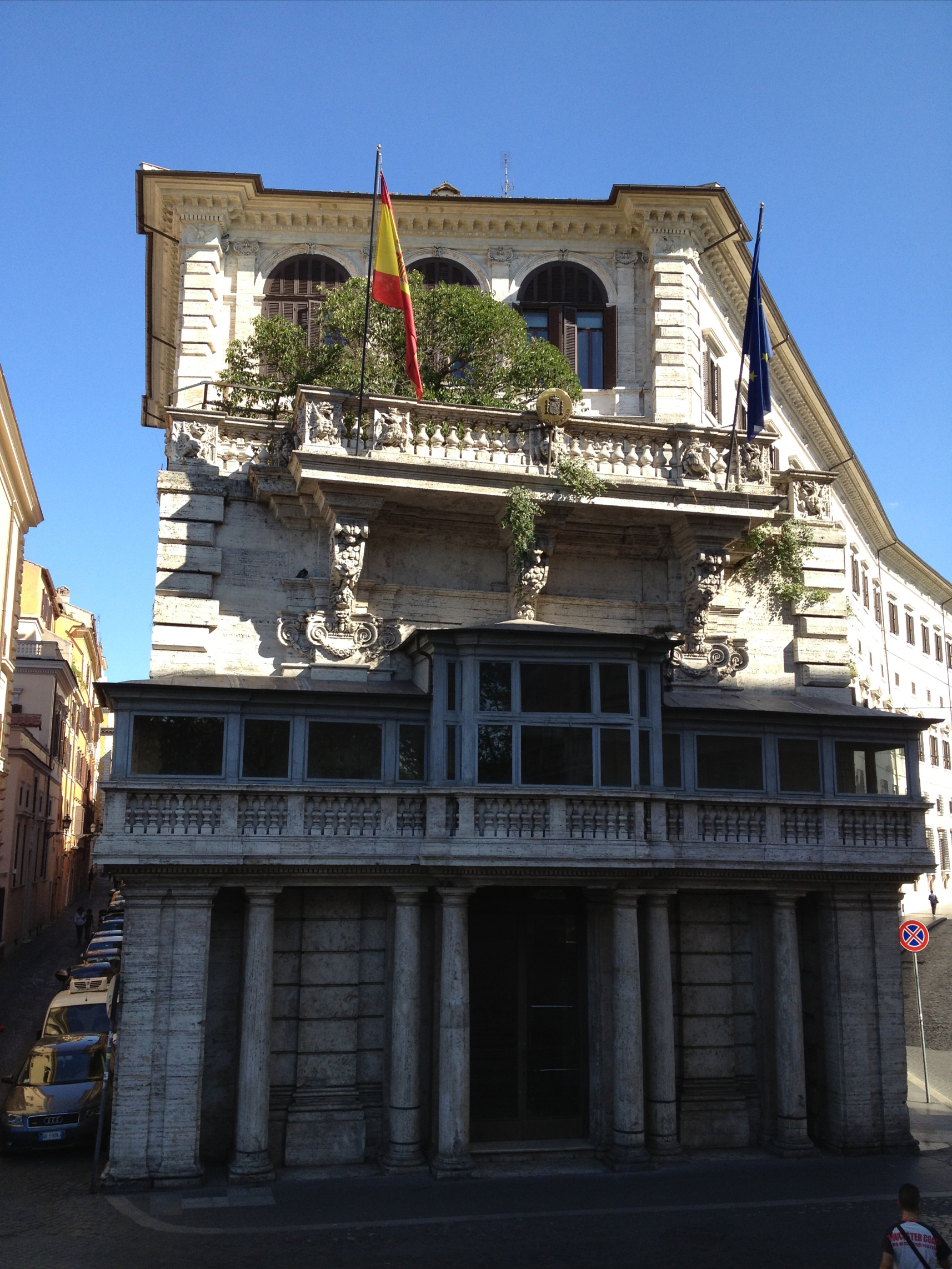
Ambasciata di Spagna a Roma

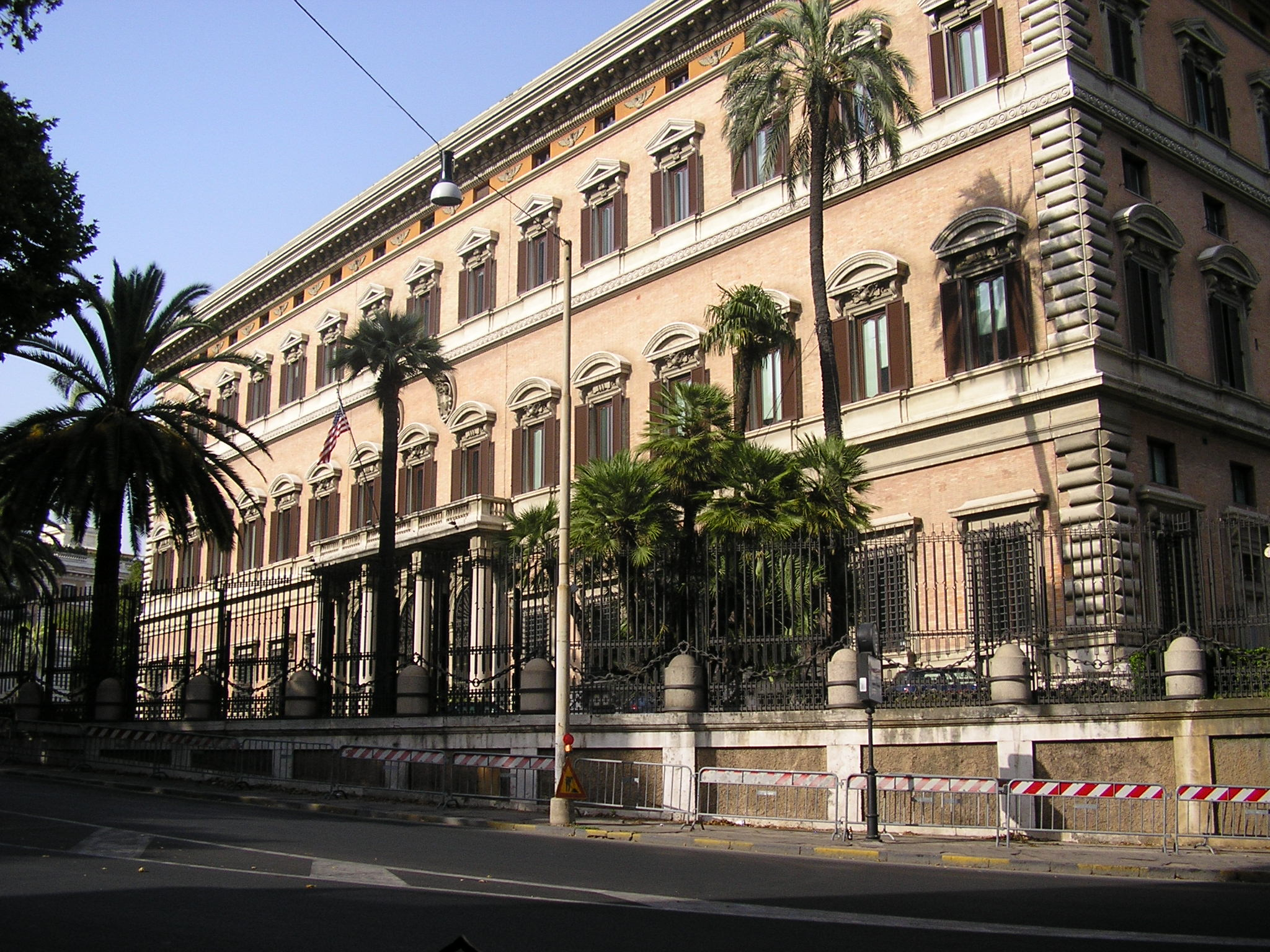
Ambasciata degli Stati Uniti a Roma

Roma
| - Afghanistan - Albania - Algeria - Angola - Arabia Saudita - Argentina - Armenia - Australia - Austria - Azerbaigian - Bahrein - Bangladesh - Belgio - Bielorussia - Birmania - Bolivia - Bosnia ed Erzegovina - Brasile - Bulgaria - Burkina Faso - Burundi - Camerun - Canada - Capo Verde - Rep. Ceca - Cile - Cina - Cipro - Città del Vaticano - Colombia - RD del Congo - Rep. del Congo - Corea del Nord - Corea del Sud | - Costa d'Avorio - Costa Rica - Croazia - Cuba - Danimarca - Rep. Dominicana - Ecuador - Egitto - El Salvador - Emirati Arabi Uniti - Eritrea - Estonia - Etiopia - Filippine - Finlandia - Francia - Gabon - Georgia - Germania - Ghana - Giappone - Giordania - Grecia - Guatemala - Guinea - Guinea Equatoriale - Haiti - India - Indonesia - Iran - Iraq - Irlanda - Israele - Kazakistan - Kenya - Kirghizistan - Kosovo | - Kuwait - Lesotho - Lettonia - Libano - Liberia - Libia - Lituania - Lussemburgo - Macedonia del Nord - Madagascar - Malaysia - Mali - Malta - Ordine di Malta - Marocco - Mauritania - Messico - Moldavia - Monaco - Mongolia - Montenegro - Mozambico - Nicaragua - Niger - Nigeria - Norvegia - Nuova Zelanda - Oman - Paesi Bassi - Pakistan - Panama - Paraguay - Perù - Polonia | - Portogallo - Qatar - Regno Unito - Romania - Russia - San Marino - Senegal - Serbia - Slovacchia - Slovenia - Somalia - Spagna - Sri Lanka - Stati Uniti - Sudafrica - Sudan - Sudan del Sud - Svezia - Svizzera - Tanzania - Thailandia - Tunisia - Turchia - Turkmenistan - Ucraina - Uganda - Ungheria - Uruguay - Uzbekistan - Venezuela - Vietnam - Yemen - Zambia - Zimbabwe |

## Consolati di carriera e onorari
Abruzzo
L'Aquila
- Ghana (consolato onorario)
- Spagna (consolato onorario)

Pescara
- Belgio (consolato onorario)
- Francia (consolato onorario)

Teramo
- Serbia (consolato onorario)

Calabria
Catanzaro
- Spagna (consolato onorario)

Cosenza
- Albania (consolato onorario)
- Francia (consolato onorario)

Gioia Tauro
- Marocco (consolato generale)

Reggio Calabria
- Filippine (consolato generale onorario)
- Svizzera (consolato onorario)

Campania
Anacapri
- Svezia (consolato onorario)

Benevento
- Kirghizistan (consolato onorario)

Caserta
- Uzbekistan (consolato onorario)

Napoli
- Albania (consolato generale)
- Algeria (consolato generale)
- Argentina (consolato generale)
- Australia (consolato generale)
- Austria (consolato onorario)
- Bahrein (consolato generale)
- Bangladesh (consolato generale onorario)
- Belgio (consolato onorario)
- Benin (consolato onorario)
- Bielorussia (consolato onorario)
- Bolivia (consolato generale)
- Brasile (consolato onorario)
- Bulgaria (consolato onorario)
- Burkina Faso (consolato onorario)
- Canada (consolato generale)
- Camerun (consolato onorario)
- Capo Verde (consolato onorario)
- Rep. Ceca (consolato onorario)
- Cile (consolato onorario)
- Cina (consolato generale)
- Cipro (consolato onorario)
- Colombia (consolato onorario)
- Corea del Sud (consolato generale)
- Costa d'Avorio (consolato onorario)
- Croazia (consolato onorario)
- Danimarca (consolato generale onorario)
- Rep. Dominicana (consolato generale onorario)
- Ecuador (consolato onorario)
- Egitto (consolato generale)
- El Salvador (consolato onorario)
- Emirati Arabi Uniti (consolato generale)
- Eritrea (consolato generale)
- Etiopia (consolato generale)
- Filippine (consolato onorario)
- Finlandia (consolato onorario)
- Francia (consolato generale)
- Germania (consolato onorario)
- Regno Unito (consolato onorario)
- Ghana (consolato generale)
- Giamaica (consolato generale)
- Giappone (consolato generale)
- Grecia (consolato onorario)
- Guatemala (consolato generale)
- Guinea (consolato onorario)
- Haiti (consolato generale)
- Honduras (consolato generale onorario)
- India (consolato generale)
- Indonesia (consolato generale onorario)
- Iran (consolato generale)
- Irlanda (consolato generale)
- Israele (consolato generale)
- Islanda (consolato generale onorario)
- Kazakistan (consolato onorario)
- Kenya (consolato generale)
- Lettonia (consolato onorario)
- Libia (consolato generale)
- Lituania (consolato onorario)
- Lussemburgo (consolato onorario)
- Madagascar (consolato onorario)
- Malaysia (consolato onorario)
- Malta (consolato generale)
- Marocco (consolato generale)
- Mauritania (consolato onorario)
- Messico (consolato generale)
- Moldavia (consolato generale)
- Monaco (consolato onorario)
- Montenegro (consolato onorario)
- Nicaragua (consolato onorario)
- Niger (consolato onorario)
- Nigeria (consolato generale)
- Norvegia (consolato generale onorario)
- Nuova Zelanda (consolato generale)
- Paesi Bassi (consolato onorario)
- Pakistan (consolato generale)
- Panama (consolato generale)
- Paraguay (consolato)
- Perù (consolato generale onorario)
- Polonia (consolato onorario)
- Portogallo (consolato onorario)
- Qatar (consolato generale)
- Romania (consolato onorario)
- Russia (consolato onorario)
- San Marino (consolato onorario)
- Senegal (consolato)
- Sierra Leone (consolato generale onorario)
- Slovenia (consolato generale)
- Slovacchia (consolato onorario)
- Somalia (consolato generale)
- Spagna (consolato generale)
- Sri Lanka (consolato onorario)
- Stati Uniti (consolato generale)
- Sudafrica (consolato onorario)
- Svezia (consolato onorario)
- Svizzera (consolato onorario)
- Tanzania (consolato generale)
- Thailandia (consolato generale onorario)
- Tunisia (consolato)
- Turchia (consolato generale onorario)
- Ucraina (consolato generale)
- Ungheria (consolato onorario)
- Uruguay (consolato generale)
- Venezuela (consolato generale)
- Vietnam (consolato generale)

Salerno
- Honduras (consolato generale)

Emilia-Romagna
Bologna
- Austria (consolato onorario)
- Bulgaria (consolato onorario)
- Cile (consolato onorario)
- Francia (consolato onorario)
- Regno Unito (agenzia consolare onoraria)
- Grecia (consolato onorario)
- Malta (consolato onorario)
- Marocco (consolato generale)
- Messico (consolato onorario)
- Monaco (consolato onorario)
- Montenegro (consolato onorario)
- Norvegia (consolato onorario)
- Paesi Bassi (consolato onorario)
- Polonia (consolato onorario)
- Portogallo (consolato onorario)
- Romania (consolato generale)
- Russia (consolato onorario)
- San Marino (consolato onorario)
- Spagna (consolato onorario)
- Sudafrica (consolato onorario)
- Svezia (consolato onorario)
- Svizzera (consolato onorario)
- Ungheria (consolato onorario)
- Uruguay (consolato onorario)

Forlì
- Slovacchia (consolato onorario)

Modena
- Cile (consolato onorario)

Parma
- Etiopia (consolato onorario)
- Francia (consolato onorario)

Ravenna
- Cipro (consolato onorario)

Reggio Emilia
- Bielorussia (consolato onorario)

Riccione
- Lussemburgo (consolato onorario)

Rimini
- Germania (consolato onorario)
- San Marino (consolato onorario)

Friuli-Venezia Giulia
Trieste
- Austria (consolato onorario)
- Belgio (consolato onorario)
- Brasile (consolato onorario)
- Camerun (consolato onorario)
- Cile (consolato onorario)
- Cipro (consolato onorario)
- Croazia (consolato generale)
- Danimarca (consolato onorario)
- Eritrea (consolato onorario)
- Finlandia (consolato onorario)
- Francia (consolato onorario)
- Grecia (consolato generale onorario)
- Guatemala (consolato onorario)
- Kazakistan (consolato onorario)
- Malta (consolato onorario)
- Montenegro (consolato onorario)
- Norvegia (consolato onorario)
- Paesi Bassi (consolato onorario)
- Perù (consolato generale onorario)
- Portogallo (consolato onorario)
- Romania (consolato generale)
- Serbia (consolato generale)
- Slovacchia (consolato onorario)
- Slovenia (consolato generale)
- Sudafrica (consolato onorario)
- Svezia (consolato onorario)
- Turchia (consolato generale onorario)
- Ungheria (consolato onorario)

Udine
- Rep. Ceca (consolato onorario)
- Russia (consolato onorario)

Lazio
Civitavecchia
- Panama (consolato onorario)

Roma
- Argentina (consolato generale)
- Bahamas (consolato onorario)
- Brasile (consolato generale)
- Colombia (consolato generale)
- Comore (consolato onorario)
- Costa Rica (consolato generale)
- Ecuador (agenzia consolare)
- Giamaica (consolato generale onorario)
- Honduras (consolato generale)
- Islanda (consolato generale onorario)
- Marocco (consolato generale)
- Nepal (consolato onorario)
- Perù (consolato generale)
- Ruanda (consolato onorario)
- Samoa (consolato generale onorario)
- Seychelles (consolato onorario)
- Sierra Leone (consolato onorario)
- Singapore (consolato generale onorario)
- Spagna (consolato generale)
- Togo (consolato onorario)
- Tunisia (consolato)

Liguria
Genova
- Albania (consolato onorario)
- Austria (consolato onorario)
- Bangladesh (consolato onorario)
- Belgio (consolato onorario)
- Brasile (consolato onorario)
- Bulgaria (consolato onorario)
- Rep. Ceca (consolato onorario)
- Cile (consolato onorario)
- Cipro (consolato onorario)
- Colombia (consolato onorario)
- Rep. del Congo (consolato onorario)
- Corea del Sud (consolato onorario)
- Croazia (consolato onorario)
- Danimarca (consolato generale onorario)
- Rep. Dominicana (consolato generale)
- Ecuador (consolato)
- El Salvador (consolato onorario)
- Estonia (consolato onorario)
- Finlandia (consolato onorario)
- Francia (consolato onorario)
- Germania (consolato onorario)
- Regno Unito (consolato onorario)
- Grecia (consolato onorario)
- Guinea (consolato onorario)
- Haiti (consolato onorario)
- Honduras (consolato generale onorario)
- Indonesia (consolato onorario)
- Islanda (consolato generale onorario)
- Kazakistan (consolato onorario)
- Lettonia (consolato onorario)
- Lituania (consolato onorario)
- Lussemburgo (consolato onorario)
- Malta (consolato onorario)
- Messico (consolato onorario)
- Monaco (consolato generale onorario)
- Norvegia (consolato onorario)
- Paesi Bassi (consolato generale onorario)
- Panama (consolato generale)
- Perù (consolato generale)
- Polonia (consolato onorario)
- Portogallo (consolato onorario)
- Romania (consolato generale onorario)
- Russia (consolato generale)
- San Marino (consolato onorario)
- Senegal (consolato onorario)
- Spagna (consolato generale)
- Stati Uniti (agenzia consolare onoraria)
- Sudafrica (consolato onorario)
- Svezia (consolato onorario)
- Svizzera (consolato onorario)
- Thailandia (consolato generale onorario)
- Tunisia (consolato)
- Turchia (consolato generale onorario)
- Ucraina (consolato onorario)
- Uganda (consolato onorario)
- Ungheria (consolato onorario)
- Uruguay (consolato onorario)
- Francia (consolato onorario)

La Spezia
- Albania (consolato onorario)
- Francia (consolato onorario)

Savona
- Costa d'Avorio (consolato onorario)
- Norvegia (consolato onorario)

Ventimiglia
- Francia (consolato onorario)
- Spagna (consolato onorario)

Lombardia
Bergamo
- Haiti (consolato onorario)
- Svizzera (consolato onorario)

Brescia
- Ghana (consolato onorario)

Lecco
- Bulgaria (consolato onorario)

Milano
- Albania (consolato generale)
- Algeria (consolato generale)
- Argentina (consolato generale)
- Armenia (consolato onorario)
- Australia (consolato generale)
- Austria (consolato generale)
- Bahamas (consolato onorario)
- Bangladesh (consolato generale)
- Bielorussia (consolato generale)
- Belgio (consolato onorario)
- Bolivia (consolato generale)
- Bosnia ed Erzegovina (consolato generale)
- Brasile (consolato generale)
- Bulgaria (consolato generale)
- Burkina Faso (consolato generale)
- Camerun (consolato onorario)
- Canada (consolato onorario)
- Rep. Ceca (consolato onorario)
- Cile (consolato generale)
- Cina (consolato generale)
- Cipro (consolato onorario)
- Colombia (consolato generale)
- Corea del Sud (consolato generale)
- Costa Rica (consolato onorario)
- Croazia (consolato generale)
- Cuba (consolato generale)
- Danimarca (consolato generale onorario)
- Rep. Dominicana (consolato generale)
- Ecuador (consolato generale)
- Egitto (consolato generale)
- El Salvador (consolato generale)
- Emirati Arabi Uniti (consolato generale)
- Eritrea (consolato generale)
- Estonia (consolato onorario)
- Etiopia (consolato onorario)
- Macedonia del Nord (consolato onorario)
- Filippine (consolato generale)
- Finlandia (consolato onorario)
- Francia (consolato generale)
- Gambia (consolato generale onorario)
- Georgia (consolato onorario)
- Germania (consolato generale)
- Giappone (consolato generale)
- Giordania (consolato onorario)
- Grecia (consolato generale onorario)
- Regno Unito (consolato generale)
- Guatemala (consolato onorario)
- Guinea (consolato onorario)
- Haiti (consolato onorario)
- Honduras (consolato onorario)
- India (consolato generale)
- Indonesia (consolato onorario)
- Iran (consolato generale)
- Irlanda (consolato generale onorario)
- Islanda (consolato generale onorario)
- Kenya (consolato onorario)
- Kosovo (consolato generale)
- Lettonia (consolato generale onorario)
- Libano (consolato generale)
- Libia (consolato generale)
- Lussemburgo (consolato onorario)
- Madagascar (consolato onorario)
- Malaysia (consolato)
- Malta (consolato onorario)
- Marocco (consolato generale)
- Messico (consolato)
- Moldavia (consolato generale)
- Monaco (consolato onorario)
- Mongolia (consolato onorario)
- Montenegro (consolato onorario)
- Namibia (consolato onorario)
- Nicaragua (consolato generale onorario)
- Niger (consolato onorario)
- Norvegia (consolato generale onorario)
- Nuova Zelanda (consolato generale)
- Oman (consolato onorario)
- Paesi Bassi (consolato generale)
- Pakistan (consolato generale)
- Panama (consolato onorario)
- Paraguay (consolato onorario)
- Perù (consolato generale)
- Polonia (consolato generale)
- Portogallo (consolato onorario)
- Romania (consolato generale)
- Ruanda (consolato onorario)
- Russia (consolato generale)
- San Marino (consolato onorario)
- São Tomé e Príncipe (consolato onorario)
- Senegal (consolato generale)
- Serbia (consolato generale)
- Seychelles (consolato onorario)
- Sierra Leone (consolato generale onorario)
- Sri Lanka (consolato generale)
- Slovacchia (consolato onorario)
- Slovenia (consolato generale onorario)
- Spagna (consolato generale)
- Stati Uniti (consolato generale)
- Sudafrica (consolato generale)
- Svezia (consolato generale onorario)
- Svizzera (consolato generale)
- Thailandia (consolato generale onorario)
- Tunisia (consolato generale)
- Turchia (consolato generale)
- Ucraina (consolato generale)
- Uganda (consolato onorario)
- Ungheria (consolato generale)
- Uruguay (consolato generale)
- Venezuela (consolato generale)
- Zimbabwe (consolato onorario)

Monza
- Albania (consolato onorario)

Parabiago
- Belize (consolato generale)

Pavia
- El Salvador (consolato onorario)

Marche
Ancona
- Albania (consolato onorario)
- Belgio (consolato onorario)
- Rep. Ceca (consolato onorario)
- Danimarca (consolato onorario)
- Rep. Dominicana (consolato onorario)
- El Salvador (consolato onorario)
- Francia (consolato onorario)
- Grecia (consolato onorario)
- Messico (consolato onorario)
- Paesi Bassi (consolato onorario)
- Polonia (consolato onorario)
- Russia (consolato onorario)
- Turchia (consolato onorario)

Ascoli Piceno
- Moldavia (consolato onorario)
- Senegal (consolato onorario)
- Slovacchia (consolato onorario)

Molise
Campobasso
- Albania (consolato onorario)

Piemonte
Novara
- Spagna (consolato onorario)

Torino
- Albania (consolato onorario)
- Austria (consolato onorario)
- Bielorussia (consolato onorario)
- Belgio (consolato onorario)
- Bulgaria (consolato onorario)
- Burkina Faso (consolato onorario)
- Capo Verde (consolato onorario)
- Cile (consolato onorario)
- Colombia (consolato onorario)
- Costa d'Avorio (consolato onorario)
- Costa Rica (consolato onorario)
- Danimarca (consolato onorario)
- Ecuador (consolato generale onorario)
- El Salvador (consolato generale onorario)
- Filippine (consolato onorario)
- Finlandia (consolato onorario)
- Francia (consolato onorario)
- Ghana (consolato onorario)
- Giordania (consolato onorario)
- Grecia (consolato generale onorario)
- Islanda (consolato generale onorario)
- Kazakistan (consolato onorario)
- Lituania (consolato onorario)
- Lussemburgo (consolato onorario)
- Malawi (consolato onorario)
- Malta (consolato onorario)
- Marocco (consolato generale)
- Messico (consolato onorario)
- Monaco (consolato onorario)
- Mozambico (consolato onorario)
- Birmania (consolato generale onorario)
- Norvegia (consolato onorario)
- Paesi Bassi (consolato onorario)
- Panama (consolato onorario)
- Perù (consolato generale)
- Polonia (consolato onorario)
- Portogallo (consolato onorario)
- Romania (consolato generale)
- Ruanda (consolato onorario)
- San Marino (consolato onorario)
- Slovacchia (consolato onorario)
- Spagna (consolato onorario)
- Svezia (consolato generale onorario)
- Svizzera (consolato onorario)
- Thailandia (consolato generale onorario)
- Ungheria (consolato onorario)
- Vietnam (consolato onorario)
- Zambia (consolato onorario)

Puglia
Bari
- Albania (consolato generale)
- Armenia (consolato onorario)|| Dario Rupen Timurian||Corso Vittorio Emanuele n.30|| 70122|| Bari
- Austria (consolato onorario)
- Belgio (consolato onorario)
- Brasile (consolato onorario)
- Bulgaria (consolato onorario)
- Corea del Sud (consolato onorario)
- Costa Rica (consolato onorario)
- Croazia (consolato onorario)
- Danimarca (consolato onorario)
- Eritrea (consolato onorario)
- Estonia (consolato onorario)
- Macedonia del Nord (consolato onorario)
- Finlandia (consolato onorario)
- Francia (consolato onorario)
- Gabon (consolato onorario)
- Germania (consolato onorario)
- Grecia (consolato onorario)
- Israele (consolato onorario)
- Lettonia (consolato onorario)
- Marocco (consolato onorario)
- Messico (consolato onorario)
- Moldavia (consolato onorario)
- Monaco (consolato onorario)
- Norvegia (consolato onorario)
- Paesi Bassi (consolato onorario)
- Portogallo (consolato onorario)
- Romania (consolato generale)
- Russia (consolato onorario)
- San Marino (consolato onorario)
- Senegal (consolato onorario)
- Slovenia (consolato generale onorario)
- Spagna (consolato onorario)
- Sudafrica (consolato onorario)
- Svezia (consolato onorario)
- Svizzera (consolato onorario)
- Turchia (consolato generale onorario)
- Ucraina (consolato onorario)
- Ungheria (consolato onorario)

Barletta
- Malta (consolato generale onorario)

Brindisi
- Grecia (consolato onorario)
- Guatemala (consolato onorario)
- Turchia (consolato generale onorario)

Sardegna
Alghero
- Spagna (consolato onorario)

Cagliari
- Bangladesh (consolato onorario)
- Bielorussia (consolato onorario)
- Belgio (consolato onorario)
- Rep. Ceca (consolato onorario)
- Danimarca (consolato onorario)
- Filippine (consolato onorario)
- Finlandia (consolato onorario)
- Francia (consolato onorario)
- Germania (consolato onorario)
- Regno Unito (consolato onorario)
- Grecia (consolato onorario)
- Lituania (consolato onorario)
- Malta (consolato onorario)
- Monaco (consolato onorario)
- Norvegia (consolato onorario)
- Paesi Bassi (consolato onorario)
- Spagna (consolato onorario)
- Svezia (consolato onorario)
- Svizzera (consolato onorario)
- Ungheria (consolato onorario)
- Uruguay (consolato onorario)

Nuoro
- Lesotho (consolato onorario)

Sassari
- Francia (consolato onorario)
- Senegal (consolato onorario)

Sicilia
Catania
- Azerbaigian (consolato onorario)
- Bangladesh (consolato generale onorario)
- Belgio (consolato onorario)
- Finlandia (consolato onorario)
- Francia (consolato onorario)
- Regno Unito (consolato onorario)
- Grecia (consolato onorario)
- Malta (consolato onorario)
- Paesi Bassi (consolato onorario)
- Romania (consolato)
- Senegal (consolato onorario)
- Spagna (consolato onorario)
- Sudafrica (consolato onorario)
- Svizzera (consolato onorario)

Messina
- Danimarca (consolato onorario)
- Germania (consolato onorario)
- Islanda (consolato generale onorario)
- Norvegia (consolato onorario)
- Russia (consolato onorario)
- Spagna (consolato onorario)

Palermo
- Albania (consolato onorario)
- Austria (consolato onorario)
- Bangladesh (consolato generale onorario)
- Belgio (consolato onorario)
- Brasile (consolato onorario)
- Bulgaria (consolato onorario)
- Burkina Faso (consolato onorario)
- Capo Verde (consolato onorario)
- Rep. Ceca (consolato onorario)
- Cile (consolato onorario)
- Cipro (consolato onorario)
- Corea del Sud (consolato onorario)
- Costa d'Avorio (consolato onorario)
- Danimarca (consolato onorario)
- Macedonia del Nord (consolato onorario)
- Filippine (consolato onorario)
- Finlandia (consolato onorario)
- Francia (vice consolato onorario)
- Germania (consolato onorario)
- Ghana (consolato onorario)
- Grecia (consolato onorario)
- Lituania (consolato onorario)
- Lussemburgo (consolato onorario)
- Malta (consolato onorario)
- Marocco (consolato generale)
- Messico (consolato onorario)
- Monaco (consolato onorario)
- Norvegia (consolato generale onorario)
- Paesi Bassi (consolato onorario)
- Pakistan (consolato onorario)
- Polonia (consolato onorario)
- Portogallo (consolato onorario)
- Russia (consolato generale)
- Spagna (consolato onorario)
- Slovenia (consolato generale onorario)
- Stati Uniti (agenzia consolare onoraria)
- Sudafrica (consolato onorario)
- Svezia (consolato onorario)
- Tunisia (consolato)
- Ungheria (consolato onorario)

Siracusa
- Malta (consolato onorario)
- Turchia (consolato generale onorario)

Trapani
- Estonia (consolato onorario)

Toscana
Castiglione della Pescaia
- Svezia (consolato onorario)

Firenze
- Albania (consolato onorario)
- Austria (consolato onorario)
- Bangladesh (consolato generale onorario)
- Bielorussia (consolato onorario)
- Belgio (consolato onorario)
- Brasile (consolato onorario)
- Bulgaria (consolato onorario)
- Burkina Faso (consolato onorario)
- Camerun (consolato onorario)
- Capo Verde (consolato onorario)
- Rep. Ceca (consolato onorario)
- Cile (consolato onorario)
- Cina (consolato generale)
- Colombia (consolato onorario)
- Corea del Sud (consolato onorario)
- Costa d'Avorio (consolato onorario)
- Costa Rica (consolato generale onorario)
- Croazia (consolato onorario)
- Danimarca (consolato onorario)
- Rep. Dominicana (consolato onorario)
- Ecuador (consolato onorario)
- El Salvador (consolato onorario)
- Estonia (consolato onorario)
- Filippine (consolato generale onorario)
- Finlandia (consolato onorario)
- Francia (consolato onorario)
- Germania (consolato onorario)
- Grecia (consolato onorario)
- Grenada (consolato onorario)
- Lettonia (consolato generale onorario)
- Lituania (consolato onorario)
- Lussemburgo (consolato onorario)
- Malta (consolato onorario)
- Messico (consolato onorario)
- Moldavia (consolato onorario)
- Monaco (consolato onorario)
- Nicaragua (consolato generale onorario)
- Norvegia (consolato onorario)
- Paesi Bassi (consolato onorario)
- Perù (consolato generale)
- Portogallo (consolato onorario)
- Russia (consolato onorario)
- San Marino (consolato onorario)
- Senegal (consolato onorario)
- Serbia (consolato onorario)
- Seychelles (consolato generale onorario)
- Slovenia (consolato generale onorario)
- Slovacchia (consolato onorario)
- Spagna (consolato onorario)
- Stati Uniti (consolato generale)
- Sudafrica (consolato onorario)
- Svezia (consolato onorario)
- Svizzera (consolato onorario)
- Tunisia (consolato generale onorario)
- Turchia (consolato generale onorario)
- Ucraina (consolato onorario)
- Ungheria (consolato generale onorario)
- Yemen (consolato onorario)

Livorno
- Francia (consolato onorario)
- Grecia (consolato onorario)
- Paesi Bassi (consolato onorario)
- Portogallo (consolato onorario)
- Spagna (consolato onorario)
- Senegal (consolato onorario)
- Svezia (consolato onorario)
- Uruguay (consolato onorario)

Pisa
- Montenegro (consolato onorario)

Pistoia
- Albania (consolato onorario)

Prato
- Mongolia (consolato onorario)

Trentino-Alto Adige
Bolzano
- Germania (consolato onorario)

Trento
- Cile (consolato onorario)
- Francia (consolato onorario)
- Polonia (consolato onorario)
- Romania (consolato generale onorario)
- Spagna (vice consolato onorario)

Umbria
Perugia
- Ecuador (consolato onorario)
- Francia (consolato onorario)
- Grecia (consolato onorario)
- Lussemburgo (consolato onorario)
- Messico (consolato onorario)
- Spagna (consolato onorario)

Valle d'Aosta
Aosta
- Francia (consolato onorario)

Veneto
Padova
- Albania (consolato onorario)
- Burundi (consolato onorario)
- Costa d'Avorio (consolato onorario)
- Croazia (consolato onorario)
- Mali (consolato onorario)
- Moldavia (consolato)
- Svizzera (consolato onorario)
- Ucraina (consolato onorario)

Treviso
- Bosnia ed Erzegovina (consolato onorario)
- Botswana (consolato onorario)
- Bulgaria (consolato onorario)
- Romania (consolato generale onorario)
- Serbia (consolato onorario)
- Ucraina (consolato onorario)

Venezia
- Australia (consolato onorario)
- Armenia (consolato onorario)
- Austria (consolato onorario)
- Bangladesh (consolato onorario)
- Belgio (consolato onorario)
- Benin (consolato onorario)
- Cile (consolato onorario)
- Cipro (consolato onorario)
- Danimarca (consolato onorario)
- Rep. Dominicana (consolato onorario)
- Estonia (consolato onorario)
- Macedonia del Nord (consolato generale)
- Finlandia (consolato onorario)
- Francia (consolato onorario)
- Germania (consolato onorario)
- Regno Unito (consolato onorario)
- Islanda (consolato onorario)
- Lesotho (consolato generale onorario)
- Lussemburgo (consolato onorario)
- Malta (consolato onorario)
- Messico (consolato onorario)
- Monaco (consolato onorario)
- Norvegia (consolato onorario)
- Paesi Bassi (consolato onorario)
- Panama (consolato generale)
- Portogallo (consolato onorario)
- Russia (consolato onorario)
- San Marino (consolato onorario)
- Spagna (consolato onorario)
- Stati Uniti (agenzia consolare)
- Sudafrica (consolato onorario)
- Svezia (consolato onorario)
- Svizzera (consolato onorario)
- Thailandia (consolato onorario)
- Turchia (consolato generale onorario)
- Ungheria (consolato generale onorario)
- Uruguay (consolato onorario)

Verona
- Austria (consolato onorario)
- Capo Verde (consolato onorario)
- Marocco (consolato generale)
- Paesi Bassi (consolato onorario)
- Russia (consolato onorario)
- Spagna (vice consolato onorario)
- Ungheria (consolato generale onorario)

Vicenza
- Cile (consolato onorario)
- Gabon (consolato onorario)
- Guatemala (consolato onorario)
- Lettonia (consolato onorario)

## Organismi internazionali e Missioni speciali
Bari
- Centro Internazionale di Alti Studi Agronomici Mediterranei - Istituto Agronomico Mediterraneo di Bari (CIHEAM/IAMB)

Bolzano
- Convenzione delle Alpi

Brindisi
- Centro Servizi Globale - Base Logistica delle Nazioni Unite (UNLB)
- Base delle Nazioni Unite di Pronto Intervento Umanitario (WFP-UNHRD)

Firenze
- Istituto Universitario Europeo (IUE)
- United Nations Children’s Fund – Centro di Ricerca Innocenti (UNICEF-IRC)

Frascati
- Agenzia spaziale europea (ESA-ESRIN)

Ispra
- Centro Comune di Ricerca della Commissione Europea (CCR)

Lago Patria (frazione di Giugliano in Campania)
- NATO

Milano
- Commissione Europea - Rappresentanza
- Parlamento Europeo – Ufficio Distaccato

Parma
- European Food Safety Authority (EFSA)

Perugia
- World Water Assessment Programme (WWAP) – Segretariato (UNESCO)

Pescara
- Network Internazionale di Centri per l’Astrofisica Relativistica (ICRANet)

Roma
- Alto Commissariato delle Nazioni Unite per i Rifugiati (UNHCR)
- Banca europea per gli investimenti (EIB)
- Bioversity International - Istituto Internazionale per le Risorse Fitogenetiche
- Banca Mondiale (WB)
- Centro Internazionale di Alti Studi Agronomici Mediterranei (CIHEAM/IAMB)
- Collegio di Difesa della NATO
- Commissione Europea – Rappresentanza in Italia
- Commonwealth War Graves Commission – Western Mediterranean Area
- EMBL Laboratorio Europeo di Biologia Molecolare (EMBL)
- ONU per l’Alimentazione e l’Agricoltura (FAO)
- FMO (MFO) Forza Multinazionale e Osservatori
- Centro Internazionale di Studi per Conservazione e Restauro dei Beni Culturali (ICCROM)
- Organizzazione Internazionale di Diritto per lo Sviluppo (IDLO)
- Fondo Internazionale per lo Sviluppo Agricolo (IFAD)
- Istituto Italo-Latino Americano (IILA)
- Lega degli Stati Arabi
- Organizzazione Internazionale del Lavoro – Ufficio di Corrispondenza per l’Italia (ILO)
- Organizzazione Internazionale per le Migrazioni (IOM)
- Programma Alimentare Mondiale (WFP)
- Parlamento Europeo – Ufficio per l’Italia
- Dipartimento ONU per lo Sviluppo Economico e Sociale –Ufficio Risorse Umane per la Cooperazione Internazionale (UN/DESA-HRIC)
- Centro d’Informazione ONU per l’Italia, Malta, la Santa Sede e San Marino (UNIC)
- Istituto Interregionale delle Nazioni Unite per la Ricerca sulla Criminalità e la Giustizia (UNICRI)
- Organizzazione ONU per lo Sviluppo Industriale – Ufficio per la Promozione Industriale (UNIDO-IPO)
- Istituto Internazionale per l’Unificazione del Diritto Privato (UNIDROIT)
- Ufficio dei Servizi ai Progetti delle Nazioni Unite (UNOPS)

Taranto
- Organizzazione Logistica NATO – Centro Operativo Sud (NSPA/SOC)

Torino
- Fondazione Europea per la Formazione Professionale (ETF)
- Organizzazione Internazionale del Lavoro – Centro Internazionale di Formazione (OIL)
- Istituto Interregionale delle Nazioni Unite per la Ricerca sulla Criminalità e la Giustizia (UNICRI)
- Scuola Quadri del Sistema delle Nazioni Unite (UNISSC)

Trento
- Organizzazione per la Cooperazione e lo Sviluppo Economico (OECD/OCSE)

Trieste
- Centro Internazionale di Fisica Teorica “Abdus Salam” (CIFT/ICTP)
- Centro Internazionale di Ingegneria Genetica e Biotecnologica (ICGEB)
- Iniziativa Centro-Europea (INCE)

Varese
- Scuola Europea di Varese (ESC)

Venezia
- Organizzazione Mondiale della Sanità (OMS) - Ufficio Europeo per gli Investimenti per la Salute e lo Sviluppo
- ONU per l’Educazione, la Scienza e la Cultura - Ufficio Regionale per la Scienza e la Cultura in Europa (BRESCE)